# Mihama-ku
Mihama (美浜区, Mihama-ku) est l'un des six arrondissements de la ville de Chiba au Japon. Il est situé à l'ouest de la ville, au bord de la baie de Tokyo.
En 2016, sa population est de 148 566 habitants pour une superficie de 21,20 km2, ce qui fait une densité de population de 7 010 hab./km2.

## Lieux notables
- Makuhari Messe
- Chiba Marine Stadium
- Collège dentaire de Tokyo

## Transport publics
L'arrondissement est desservi par la ligne Keiyō de la compagnie JR East.